# 오사쓰역
오사쓰역(일본어: 長都駅)은 일본 홋카이도 지토세시에 위치한 홋카이도 여객철도 지토세 선의 철도역이다. 역 번호는 H12이며, 상대식 승강장 2면 2선의 구조를 갖춘 지상역이다.

## 타는 곳
| 1 | ■ 지토세 선 | 상행 | 지토세 · 신치토세쿠코 · 도마코마이 방면 |
| 2 | ■ 지토세 선 | 하행 | 삿포로 · 데이네 · 오타루 방면           |

## 역 주변
- 국도 제36호선
- 도마코마이 신용금고 오사쓰 지점
- 기린 맥주 지토세 공장

## 역사
- 1958년
  - 3월 1일 : 가승강장 설치.
  - 7월 1일 : 일본국유철도 지토세 선의 역으로서 개업. 여객 취급만.
- 1965년 9월 27일 : 복선 공용 개시. 하행 승강장이 증설되어, 상대식 승강장으로 되다.
- 1970년경 : 상행 (도마코마이 방면) 승강장 입구쪽으로 맞이방 설치.
- 1977년 6월 : 하행 (삿포로 방면) 승강장 입구쪽으로 맞이방 설치.
- 1987년 4월 1일 : 일본국유철도 분할 민영화로 인해, 홋카이도 여객철도가 승계.
- 1989년 11월 4일 : 서쪽 출구쪽의 맞이방 개축.
- 1993년 : 서쪽 출구 역 앞 정비. 승강장 연장.
- 1994년 12월 17일 : 자유 통로 과선교 '오사쓰 스카이 로드'가 설치됨.
- 1996년 12월 : '오사쓰 스카이 로드'로부터 각 승강장으로 계단 통로 설치.
- 1999년 8월 : 서쪽 출구의 맞이방이 간이 역사로 개축 및 동쪽 출구 간이 역사 설치.
- 2008년 10월 25일 : IC 카드 Kitaca 사용 개시.

## 인접 역
| 홋카이도 여객철도 ■ 치토세 선             | 홋카이도 여객철도 ■ 치토세 선 | 홋카이도 여객철도 ■ 치토세 선 |
| ----------------------------------------- | ----------------------------- | ----------------------------- |
| H11 삿포로 맥주 정원 삿포로 · 오타루 방면 | ● 보통                        | H13 치토세 도마코마이 방면    |